# 密叶苞领藓
密叶苞领藓（学名：Holomitrium densifolium），又名格氏苞领藓，为曲尾藓科苞领藓属下的一个种。